# Neuenlande (Herzlake)
Neuenlande ist eine Bauerschaft der Gemeinde Herzlake im niedersächsischen Landkreis Emsland.

## Geschichte
Vor 1820 war Neuenlande (Emsland) ein Teil des Kirchspiels Herzlake. Von 1820 bis 1965 war Neuenlande eine eigenständige politische Gemeinde.
Die Gemeinde bestand im 19. und im 20. Jahrhundert bis zur Flurbereinigung in den 1960er Jahren aus bis zu 11 Erbhöfen. Die Höfe lagen im Wesentlichen am Hülshauk (Hausnummern 1 bis 4), an der Burgstraße (Hausnummer 5 bis 7) und an der Dohrener Straße (Hausnummern 8 bis 11). Die Höfe Nr. 2 (Rohe), 3 (Hoge), 6 (Stockmann) und 11 (Kalkmann) existieren heute in Neuenlande nicht mehr. Der Hof Rohe ist mit dem Bauernhof Groß Thedieck vereinigt worden. Der Hof Hoge geriet um 1830 in Konkurs, wurde aufgelöst und die einzelnen Flächen parzellenweise verkauft. Der Hof Stockmann ging zunächst an Tholen, dann an Vorwerk über. Der Bauernhof wurde im Rahmen der Flurbereinigung 1963 an die Straße Käinveen umgesiedelt und der ehemalige Hof eingeebnet. Der Hof Kalkmann wurde nach Dohren ausgesiedelt und an der bisherigen Stelle ebenfalls eingeebnet. Die ehemaligen Bauernhöfe Nr. 1 (ehem. Schene, heute Bauunternehmen Hus), 4 (ehem. Möllering / Sube), 5 (Wehry) und 10 (Kuhlmann) betreiben heute keine Landwirtschaft mehr. Nur auf den Höfen Nr. 7 (ehem. Büscher, heute Heskamp), 8 (Hillen / Book) und 9 (Vorjans) wird heute noch Landwirtschaft betrieben.

### Einwohnerentwicklung
Die Gemeinde Neuenlande war von der Bevölkerungsanzahl her die kleinste im Verbund der heutigen Einheitsgemeinde Herzlake. Sie hatte 1939 184 Einwohner, 1950 218, 1961 199, 1971 155, 1981 182 und 1991 178 Einwohner. Die Größe der Gemeinde betrug 1938 514 ha.

### Eingemeindung
Im Jahr 1965 entstand aus den Gemeinden Herzlake, Bookhof, Felsen, Neuenlande und Westrum die damalige „Samtgemeinde Herzlake und Umgebung“, heute Gemeinde Herzlake. Am 1. März 1974 wurde Neuenlande in die Gemeinde Herzlake eingegliedert. Die Einheitsgemeinden Herzlake, Lähden und Dohren schlossen sich 1974 zur Samtgemeinde Herzlake zusammen.